# Подчовек
По̀дчовек (на немски: Untermensch) е определение, придобило гражданственост с разпростирането на нацистката и расистка идеология, използвано за окачествяване на „низшите хора“, особено на „пълчищата от Изтока“, към които нацистите причисляват етнически групи евреи, славяни (главно поляци, словенци, сърби и руснаци), цигани, чернокожи и други религиозни или социални общности като комунисти, съветски политкомисари, хомосексуални, инвалиди, психичноболни, опоненти на нацистката партия включително т.нар. Mischlinge (немци от смесен произход) и всеки друг, който не е „ариец“ според тогавашната нацистка расова антропологична терминология.

## Произход на думата
Въпреки че битува схващането, че понятието е създадено от нацистите, терминът „подчовек“ в гореспоменатия смисъл е използван за пръв път от американския писател Лотроп Стодард в заглавието на неговата публикация от 1922 г. „Бунтът срещу цивилизацията: Напастта „подчовек“. Понятието по-късно е възприето от нацистите посредством немската версия на книгата, носеща заглавието Der Kulturumsturz: Die Drohung des Untermenschen (1925 г.) 
Немската дума „Untermensch“ е използвана и преди това, но без расовия оттенък, като например през 1899 г. в роман на Теодор Фонтане. Тъй като повечето използващи думата автори не повдигат въпроса за появата на думата в немския език (и не изглеждат запознати с понятието на Стодард „под-човек“), то Untermensch се превежда буквално като „sub-human“ на английски, „недочеловек“ на руски, „подчовек“ на български и т.н. Основният нацистки деец, отговорен за отнасянето на концепцията за източноевропейския „подчовек“ към Стодард е Алфред Розенберг, който, визирайки руските комунисти-болшевики, пише в своята книга от 1930 г. „Митът на XX век“, „че това е видът човешко същество, което Лотроп Стодард нарече под-човек“. [„...den Lothrop Stoddard als 'Untermenschen' bezeichnete.“]. Цитирайки Стодард: „Под-човекът – човекът, който стои под стандартите за възможности и приспособимост, наложени от социалния ред, в който живее“.
Но също така е възможно Стодард да е изградил своя „под-човек“ в противовес на Ницшевия свръхчовек. Стодард не казва това открито, но в края на своята книга се отнася критично към идеята за свръхчовека (с. 262). Своеобразни игри на думи с понятието на Ницше се използват още от началото на XIX век, а поради присъщата лингвистична особеност на немския език да съчетава почти произволно представки с корени, за да се създават нови думи, развитието на подобна дума изглежда донякъде логично. Например немският писател Теодор Фонтане противопоставя двойката думи Übermensch (свръхчовек) и Untermensch (подчовек) в своя роман „Der Pharrt“ (1898 г., глава 33). Всъщност даже и самият Ницше използва понятието „Untermensch“ поне веднъж като антоним на „Übermensch“ („Die fröhliche Wissenschaft“ [1882 г.], 3-та книга, глава 143), но смисълът, в който думата е използвана, не прилича на придобития впоследствие оттенък. Още по-ранни случаи на използване на „Untermensch“ включват писателя Жан Паул (Йохан Паул Фридрих Рихтер), използвал понятието в романа „Hesperus“ (1795 г.) като описание на орангутан (глава 8).
В своята книга Стодард обръща внимание на неотдавнашния болшевишки преврат в Русия, твърдейки, че държавата е попаднала под управлението на най-големите дегенерати на света. Той счита, че съчетанието на предполагаемите расови недостатъци на подкрепящите болшевизма, идиотизмът на политическото течение, което се позовава на най-злите човешки инстикти (като завистта към по-надарените и по-заможните) и догатката, че редиците на комунистическата партия са изпълнени с „родени престъпници“ в пълния смисъл на думата предполагат създаването на изцяло ново понятие за описването на това явление: подчовекът. Стодард разглежда Октомврийската революция като начало на неизбежен сблъсък на цивилизованите народи с „пълчищата от изток“. Ако бялата раса възнамерява да спечели въпросния конфликт с „подчовека“, тя трябва да се отметне от неправилно възприетите либерални концепции и да предприеме драстични промени в политиките си, като например чрез въвеждането на разнообразни съблюдаващи евгениката програми.
Наличните източници за Нацистка Германия не свидетелстват за това, че за тях писанията на Стодард са представлявали нещо повече от удобно резюме на расовите, социалните и политическите теории, които вече са били или са щяли скоро да бъдат възприети като част от нацистката идеология, още повече, че в края на 19 век излиза нашумялата в началото на 20-ия книга на Стюарт Чембърлейн „На какво се крепи XIX век“, която трасира пътя на нацисткото верую.

## Нацистка пропаганда и политика
Понятието „Untermensch“ (подчовек) е използвано многократно в писания и речи, насочени срещу евреите, като най-отявленият пример е обнародваната през 1935 г. от СС статия „Подчовекът“, която представлява тирада по антисемитизъм. За нея се предполага, че е откъс от реч на Хайнрих Химлер. В брошурата от 1936 г. „СС – организация за борба с болшевизма“, Химлер пише следното: „Ние ще се погрижим в Германия, сърцето на Европа, никога повече еврейско-болшевишката революция на подчовеци да не бъде подклаждана нито отвътре, нито чрез посредници отвън.“.
Друг пример за използването на „Untermensch“ (подчовек), в този случай свързан с анти-съветската пропаганда, е още една брошура, озаглавена отново „Der Untermensch“ („Подчовекът“) и редактирана от Химлер. Издадена през 1942 г. след началото на Операция Барбароса, брошурата е с обем от около петдесет страници и съдържа предимно снимки, които създават изключително лошо впечатление за врага. Историкът Роберт Ян ван Пелт казва, че за нацистите „беше една малка крачка да противопоставят посредством силата на словото европейския човек срещу съветския подчовек, като последното беше придобило значението на руснак, хванат в лапите на юдеоболшевизма.“ 

Непосредствено преди битката за Москва, на 15 ноември 1941 г. Йозеф Гьобелс заявява: 
| „ | Има разлика между хора и хора, както има различия между животни и животни. Ние различаваме добри и лоши хора, както различаваме добри и лоши животни. Фактът, че евреите живеят между нас, не е доказателство, че принадлежат към нас, както и бълхата не може да се причисли към домашните животни само поради това, че се среща по къщите. | “ |

През 1942 г. Главното ведомство по расовите въпроси и настаняването към СС (Rasse-und Siedlungshauptamt-SS [RuSHA]) разпространява брошурата „Подчовекът“, от която към 4 милиона бройки са разпечатани на немски език. Брошурата е преведена и на гръцки, френски, холандски, български, унгарски, чешки, както и на още седем езика. Тя има следното съдържание:
| „ | Подчовекът, това биологически привидно еднакво творение на природата с ръце, крака и някакъв мозък, с очи и уста, въпреки всичко това представлява едно съвсем различно и ужасно създание. Той е грубо копие на човешкото същество, с човекоподобни лицеви черти, но при все това с по-недоразвити морал и съзнание от всяко животно. В това същество бушуват страховити и диви, необуздани страсти, безочлив стремеж към разруха, най-първичните желания, най-грубата вулгарност. Подчовек, или казано другояче – едно нищо. Защото не всички, които притежават човешко лице, са равни. Горко на този, който забрави това. | “ |

Това възприятие включва евреите, ромите (циганите), и разни „дегенеративни социални групи“ (според нацистката идеология).  Нацистите признават, че някои подчовеци имат арийски произход – такива хора е трябвало да бъдат унищожени, за да се отстрани управленческата прослойка сред „низшите раси“, а децата на расово подходящите трябвало да бъдат подложени на германизация.
Но тази политика спрямо славянските народи е външнополитически вариативна. Концентрационният лагер в Ясеновац, Независима хърватска държава, е управляван от хърватски про-фашисти, наричани усташи. Те унищожават стотици хиляди комунизирани сърби и десетки хиляди евреи и цигани, както няколко хиляди хърватски политически дисиденти. Въпреки че са близки по произход и нрави до сърбите, хърватските славяни не само съставят части на СС и други немски подразделения, но са и част от Оста (СС части има от всички славянски народи). Политиката спрямо „подчовеците“ улеснява Хитлер посредством прилагането на разни научни обосновки, така щото непостоянното и субективно прилагане на политиката да придобие логика, тъй като нацистите нямат за цел заличаване на славянските народи, а само подобряване на расовата им хигиена, съобразно арийските възприятия.
Нацистките антрополози се опитват да докажат научно наследствения по-низш статус на славяните спрямо тевтонците. Но те са принудени да преглътнат откритията си, че праславяните са дългоглави (долихокефалия) и със светли коси, т.е. притежаващи северняшки (нордически) черти. Тук можем да споменем и голямото славянско наследство в родната на Хитлер Австрия. Възприятието, че славяните са по-низши в арийската градация, се ползва от нацистите като оправдание за „похода на изток“ за придобиване на жизнено пространство (Lebensraum). Първоначалните планове за Третия Райх (обобщени като „Generalplan Ost“) говорят за намерения за германска колонизация на изток, и за изместване към Сибир на не по-малко от 50 милиона души, които не се считат като годни за „германизация“, от земите в Източна Европа. Черноземът на Украйна е подобен пример, бидейки желан район за колонизация от „Herrenvolk“ (господстващ народ). Подобна политика за колонизация на Новорусия прокарва още Екатерина Велика. .